# Furebergsfossen

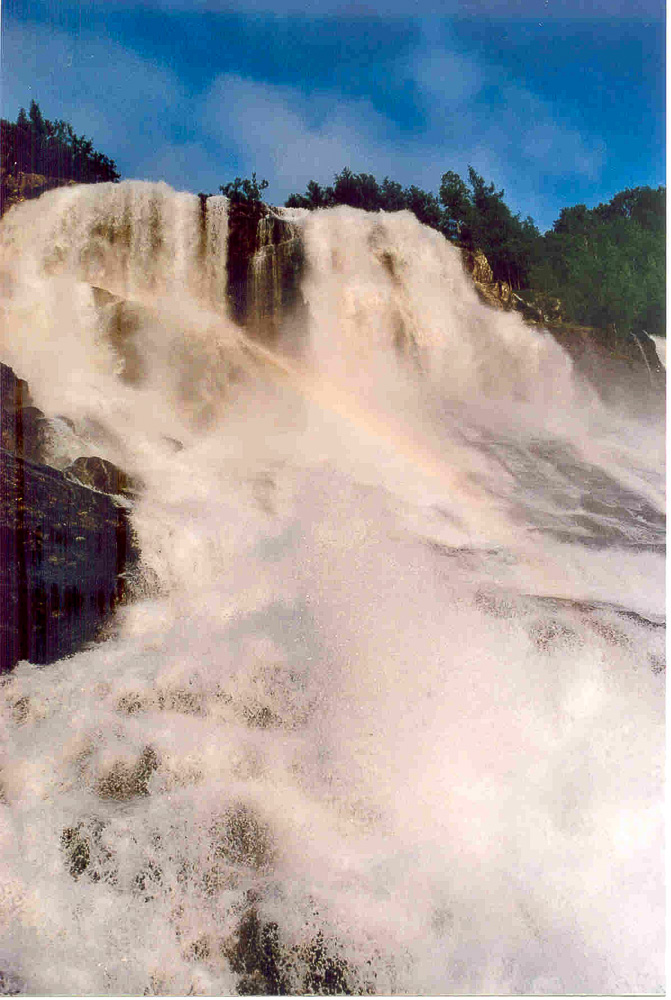
Furebergsfossen

Furebergsfossen' is een waterval bij de Maurangsfjorden (gemeente Kvinnherad) in de provincie Vestland in Noorwegen. Andere namen waaronder de Furebergsfossen bekend is zijn Furubergfossen of Furebergfossen.
Het water van de rivier Furebergselva valt over een lengte van 150 meter omlaag en eindigt in de Maurangsfjorden. Vanaf de brug over de waterval is alleen het onderste gedeelte van de waterval zichtbaar welke ongeveer 80 meter hoog is. De breedte van de waterval is ongeveer 70 meter waarmee de Furebergsfossen na de Aednafossen de op 1 na breedste waterval is van Hordaland. 
De Furebergsfossen wordt gevoed met smeltwater van de gletsjer Folgefonna. Bij een warme periode in het voorjaar of in de zomer neemt de hoeveelheid smeltwater toe, wat resulteert in een zeer krachtige waterval.
De Furebergsfossen is gelegen langs weg nummer 551, 6 kilometer ten westen van Sunndal, richting Rosendal/Kvinnherad.